# Kapellekerk
De Brusselse Kapellekerk (Frans: Église de la Chapelle) is de populaire naam van de gotische Onze-Lieve-Vrouw-ter-Kapellekerk, gelegen aan het einde van de Hoogstraat, nabij de volkse Marollenwijk. De kerk en de naam verwijzen naar een kapel buiten de stadswal, gesticht door hertog Godfried I van Brabant in 1134.
Vlakbij ligt het naar deze kerk vernoemde station Brussel-Kapellekerk.

## Geschiedenis

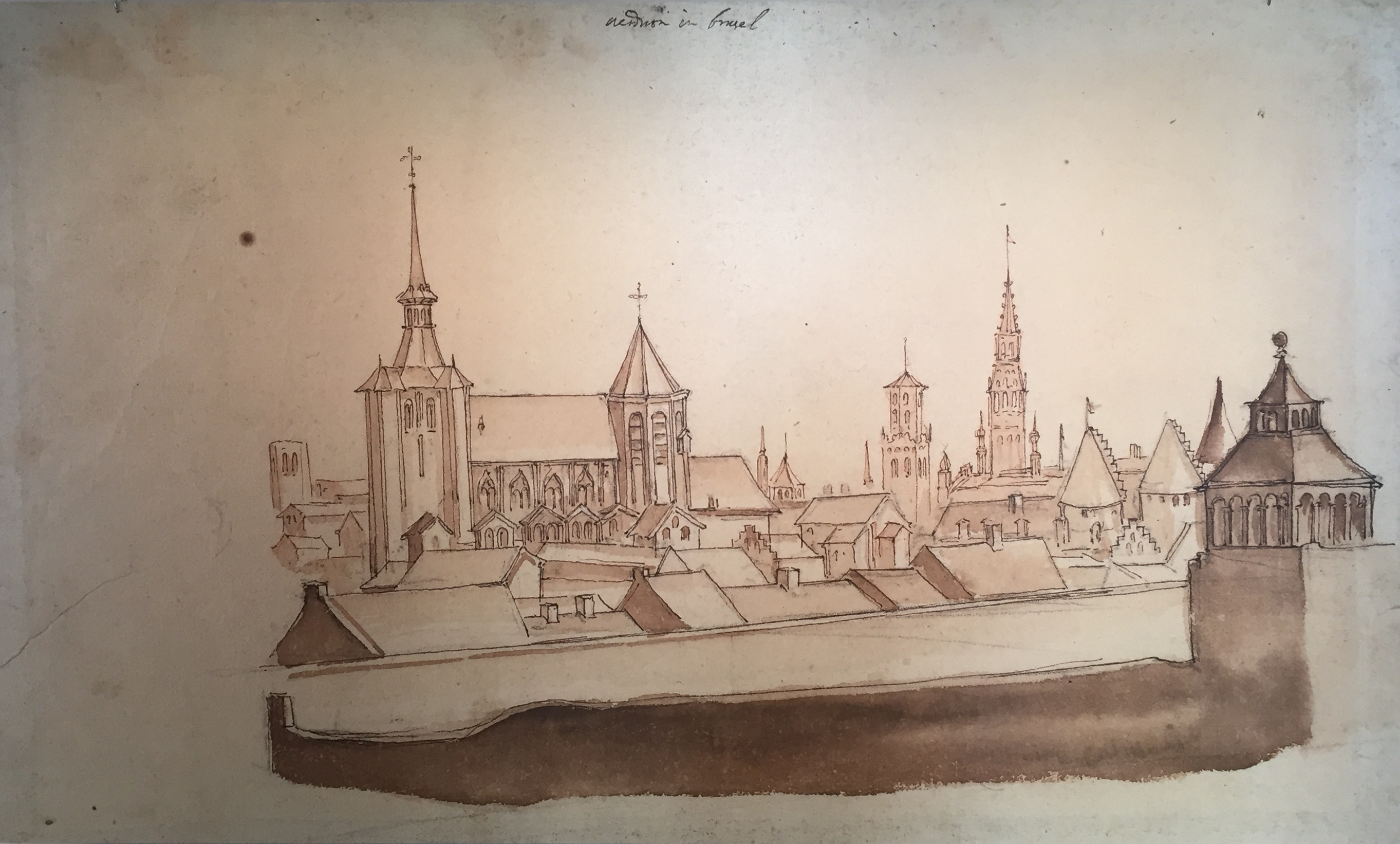
Schets van de kerk rond 1612 door Cantagallina: bemerk de torenspits, de vieringtoren en de zijbeuk.

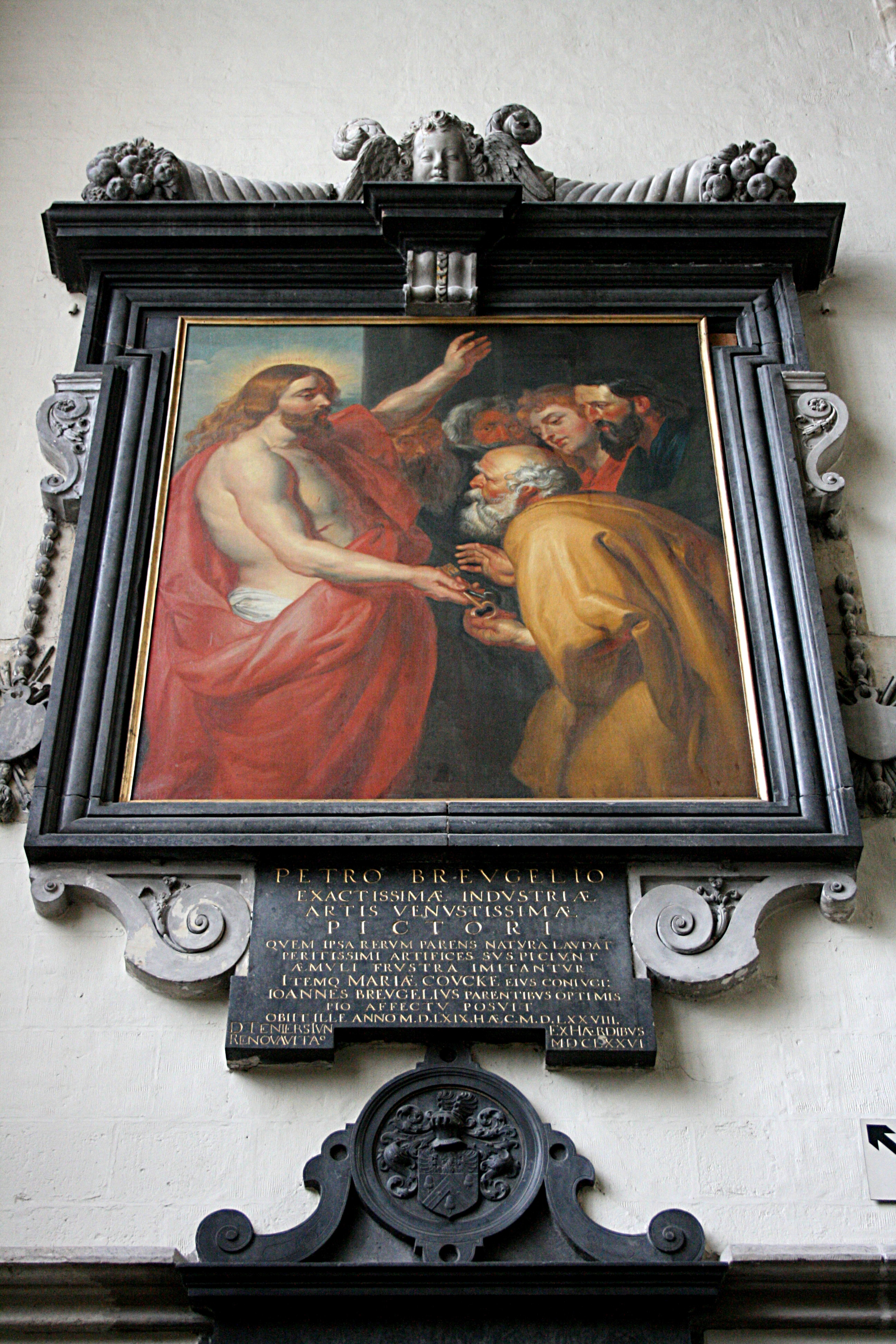
Marmeren gedenkplaat voor Bruegel en zijn vrouw Mayken Coecke. De Latijnse inscriptie zegt onder meer: "de scheppende natuur zelf prees hem, de beste kunstenaars erkenden hem als hun meester, nabootsers imiteerden hem tevergeefs". Het schilderij Christus geeft de sleutels aan Sint Pieter was een originele Rubens, maar de pastoor verkocht het in 1765 - ondanks verzet van de nazaten - om de kas te spijzen. Het huidige werk is een kopie uit die tijd.

De bouw van een romaans schip begin 13e eeuw gaf de aanzet tot de huidige kerk. Het transept met kapellen en vieringtoren werd omstreeks 1250 in Romaans-gotische overgangsstijl voltooid, een kwarteeuw later gevolgd door het vroeg-gotische koor. Een ruim driebeukig schip (1421-1483) in Brabantse laat-gotiek vervangt het Romaanse schip dat in 1405 door brand werd vernield. De onvoltooide westertoren uit het begin van de 16e eeuw kreeg kort na de Franse beschieting in 1695 zijn karakteristieke barokke bekroning. Architect van deze opvallende torenspits was ebbenhoutwerker Antoon Pastorana.

## Interieur
Het interieur valt op door het contrast tussen het lage, duistere transept en koor, en het wijde, luchtige schip. Het bevat fraaie beeldhouwwerken onder meer van Hiëronymus Duquesnoy de Jonge en Lucas Faydherbe, alsmede een preekgestoelte van Pierre-Denis Plumier. Een bescheiden grafmonument herinnert aan Pieter Brueghel de Oude, die er in 1569 in werd begraven. In de kerk hangt een kopie van Christus overhandigt de sleutels aan de heilige Petrus naar Pieter Paul Rubens (Vlaamse Meesters in Situ).
Het originele werk van Rubens werd in 1765 verkocht. In 1711 waren al twee andere werken van Rubens verkocht: Maria ten hemelopneming en De marteling van de Heilige Laurentius.

## Restauratie
De Kapellekerk werd verscheidene malen gerestaureerd: begonnen in 1866, voortgezet in de dertiger jaren van de 20e eeuw en een laatste maal in 1989 waarbij een archeologische reconstructie de oorspronkelijke toestand van de verschillende bouwfasen nastreefde.

## Een opmerkelijke pastoor
De katholieke Cornelis Loos uit Gouda was er op het einde van de zestiende eeuw eventjes pastoor. Loos was samen met Jan Wier en de rechtsgeleerde J.G. Godelmann een van de weinigen die zich kritisch opstelde ten aanzien van de heksenwaan. Hun kritische stemmen kwamen te vroeg, het hoogtepunt van de vervolgingen in Vlaanderen vond plaats tussen 1590 en 1610. Voor Loos in Kapellekerk pastoor werd, ijverde hij om zijn geboortestad Gouda weer in handen van de Spanjaarden te spelen, maar hij werd gedwongen om de stad te verlaten. Hij genoot een opleiding in Leuven en in Mainz. In Mainz bekleedde hij de leerstoel theologie. Hij schreef tegen de protestanten en de opstandige Nederlanders. In Trier schreef hij De vera ac falsa magica of Over ware en valse toverij waarin hij, in navolging van Wier, verklaarde dat heksen aan melancholie leden. Daardoor deed hij uitspraken waarmee hij de doodstraf riskeerde. Het werk werd in beslag genomen, Loos werd gevangengezet en sommige beweringen moest hij in 1592 herroepen. Daarna werd hij verbannen naar Kapellekerk, waar hij zijn strijd tegen de heksenwaan verder zette en hiervoor twee keer in de gevangenis raakte. Loos dook onder in de doopkapel van de Sint-Michielskerk waar hij het boek Theologiae Institutionum libri quator of Vier boeken over de instituties van de theologie schreef. Hij stierf in 1595.

## Archief
Het archief van de kerk wordt bewaard in het Rijksarchief te Brussel